# Weitbruch
Weitbruch (prononcé /vajt.bʁux/) est une commune française située dans la circonscription administrative du Bas-Rhin et, depuis le 1er janvier 2021, dans le territoire de la Collectivité européenne d'Alsace, en région Grand Est.
Cette commune se trouve dans la région historique et culturelle d'Alsace. Elle se situe dans la plaine d'Alsace à environ 20 kilomètres au nord de Strasbourg. La commune est essentiellement résidentielle et compte plus de 2 700 habitants qu'on appelle les Weitbruchois. Elle possède un écart appelé le Birkwald où résident quelques dizaines d'habitants. La moitié du territoire de Weitbruch est recouvert par sa forêt communale.

## Géographie

### Situation

Situation de la commune de Weitbruch dans le canton de Haguenau.

Weitbruch se situe sur la route départementale D 140, à environ 20 kilomètres au nord de Strasbourg et 7 kilomètres au sud de Haguenau.
La commune est traversée par plusieurs petits cours d'eau. D'autre part, elle possède une importante forêt qui s'étend sur près de 600 ha et recouvre la moitié nord du territoire communal. Elle possède également un écart, le Birkwald, qui est situé à environ 1 km au nord-ouest de la commune.

#### Communes limitrophes
Le territoire de Weitbruch est limitrophe de celui de sept communes. Ses limites rejoignent au nord celles de Haguenau, à l'ouest Niederschaeffolsheim et Kriegsheim, au sud Brumath et Geudertheim, et à l'est Gries et Kurtzenhouse. Le tableau suivant précise les directions et les distances entre Weitbruch et ces communes.

#### Écart
Weitbruch possède un écart : le Birkwald ; qui est situé à environ 1 km au nord-ouest du village et qui regroupe quelques dizaines d'habitations.
La première mention du Birkwald remonte à 1345 et il fut rattaché à la commune en 1870.

### Géographie physique

#### Relief
Pour des raisons liées à l'histoire de la région, le niveau normal d'Amsterdam, ou Normalnull, a pu servir de référent altimétrique. Mais aujourd'hui, comme dans le reste de la France métropolitaine, le nivellement général s'applique, et les altitudes sont données par rapport au niveau du marégraphe de Marseille. Un des points géodésiques du réseau géodésique français se trouve dans le cimetière de la commune.

#### Hydrographie
Weitbruch se situe entre la Zorn (au sud) et la Moder (au nord) mais aucun de ces deux cours d'eau ne traverse son territoire.
Le territoire communal n'est traversé que par quelques petits cours d'eau qui se jettent tous dans la Moder. Tout d'abord le Bachgraben qui prend sa source au sud-est de Weitbruch, à la limite du quartier de la rue des Vignes. Il traverse Gries où il rejoint le Waschgraben au sud de Bischwiller, après 5,5 km, avant de se jeter dans la Moder à hauteur de Rohrwiller.
Ensuite l’Eschbach qui prend sa source près de Batzendorf, coule sur 5,8 km en traversant la forêt de Weitbruch puis rejoint le Rothbach à hauteur de Marienthal. Le Rothbach prend lui sa source au nord de Niederschaeffolsheim, puis s'écoule sur 5,6 km pour rejoindre le Rothgraben à l'est de Bischwiller. D'après la campagne 2005 du réseau d'intérêt départemental (RID) du Bas-Rhin, le Rothbach possède un indice de mauvaise qualité. Le Rothgraben s'écoule sur 7,7 km depuis la forêt de Weitbruch et rejoint la Moder sur le territoire de Bischwiller. Enfin le Schlossgraben qui prend sa source près de Kriegsheim et traverse le sud du territoire de Weitbruch pour rejoindre le Kesselgraben au niveau de Weyersheim.
Par ailleurs, Weitbruch est en bordure de la « vallée de Marienthal » (au sud de Haguenau) et à ce titre est recensé à l'inventaire des « zones humides remarquables ».

#### Forêt communale
Avec ces 600 ha environ de superficie, la « forêt communale de Weitbruch » recouvre presque la moitié du territoire de la commune. Elle fait partie de la forêt de Haguenau et est composé du même type d'espèces forestières, principalement des pins de Haguenau, mais aussi des épicéas, des hêtres, des chênes et d'autres feuillus.
Le 26 décembre 1999, la tempête Lothar a causé de très importants dégâts à la forêt qui a perdu près de 85 % de ses arbres. Un travail de replantage est en cours.

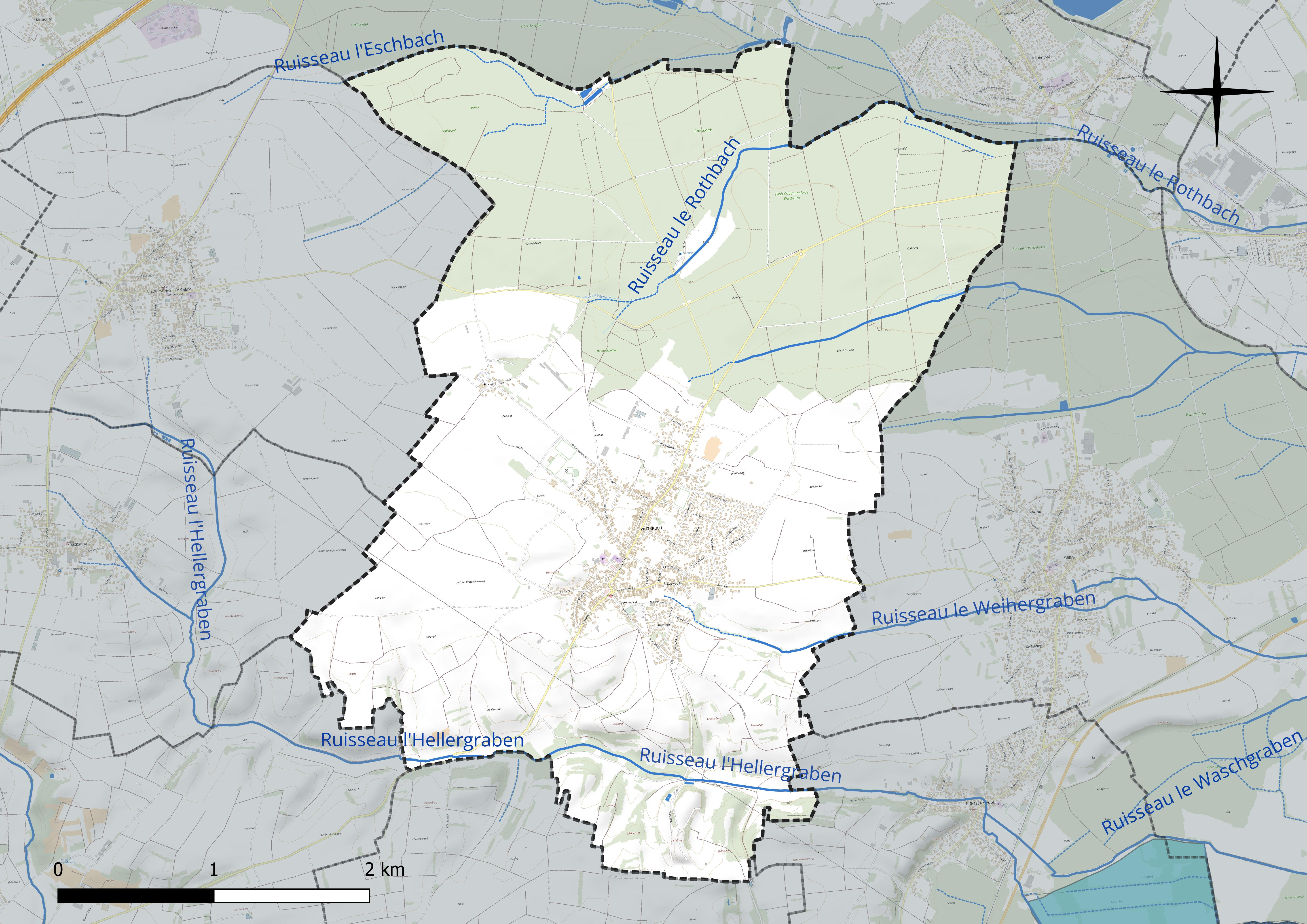
Réseau hydrographique de Weitbruch.

### Climat
Pour des articles plus généraux, voir Climat du Grand Est et Climat du Bas-Rhin.
En 2010, le climat de la commune est de type climat des marges montargnardes, selon une étude du Centre national de la recherche scientifique s'appuyant sur une série de données couvrant la période 1971-2000. En 2020, Météo-France publie une typologie des climats de la France métropolitaine dans laquelle la commune est exposée à un climat semi-continental et est dans la région climatique Alsace, caractérisée par une pluviométrie faible, particulièrement en automne et en hiver, un été chaud et bien ensoleillé, une humidité de l’air basse au printemps et en été, des vents faibles et des brouillards fréquents en automne (25 à 30 jours).
Pour la période 1971-2000, la température annuelle moyenne est de 10,5 °C, avec une amplitude thermique annuelle de 17,8 °C. Le cumul annuel moyen de précipitations est de 762 mm, avec 9,7 jours de précipitations en janvier et 10,2 jours en juillet. Pour la période 1991-2020, la température moyenne annuelle observée sur la station météorologique de Météo-France la plus proche, « Waltenheim-sur-zorn », sur la commune de Waltenheim-sur-Zorn à 11 km à vol d'oiseau, est de 11,3 °C et le cumul annuel moyen de précipitations est de 652,2 mm. 
La température maximale relevée sur cette station est de 38 °C, atteinte le 7 août 2015 ; la température minimale est de −14,9 °C, atteinte le 20 décembre 2009,,.
Les paramètres climatiques de la commune ont été estimés pour le milieu du siècle (2041-2070) selon différents scénarios d'émission de gaz à effet de serre à partir des nouvelles projections climatiques de référence DRIAS-2020. Ils sont consultables sur un site dédié publié par Météo-France en novembre 2022.

#### Faune et flore

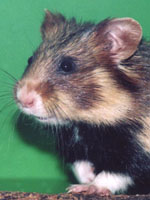
Hamster d'Europe ayant presque disparu d'Alsace.

Weitbruch se situe dans la zone de présence récente (après 1990) du Grand hamster en Alsace ; la partie sud de son territoire est en effet favorable au développement de ce mammifère. De même que le rongeur disparaît peu à peu de l'Alsace, sa présence dans le ban weitbruchois n'est plus signalée dans les dernières études de 2007, bien qu'il reste proche car il est présent à la frontière Sud dans le territoire de Geudertheim. Weitbruch fait partie des communes classées en « zone de reconquête du Hamster » (et en « zone d'étude du Hamster »).
Par son statut de « zone humide remarquable », le territoire de la commune abrite plusieurs espèces de batraciens telles que le crapaud calamite ou la grenouille des champs. Or, à certains endroits (sur la route de Weitbruch menant à Haguenau par exemple), ces espèces sont amenées à traverser les routes lors de leur période de reproduction et se font massivement écraser, menaçant ainsi la survie locale de l'espèce. Afin de protéger ces espèces, la commune a mis en place des « pièges » permettant de recueillir une partie des batraciens essayant de traverser les routes. Une personne récupère ensuite les animaux piégés afin de les déposer de l'autre côté de la voie[réf. nécessaire].

## Urbanisme

### Typologie
Au 1er janvier 2024, Weitbruch est catégorisée ceinture urbaine, selon la nouvelle grille communale de densité à sept niveaux définie par l'Insee en 2022.
Elle appartient à l'unité urbaine de Weitbruch, une unité urbaine monocommunale constituant une ville isolée,. Par ailleurs la commune fait partie de l'aire d'attraction de Strasbourg (partie française), dont elle est une commune de la couronne,. Cette aire, qui regroupe 268 communes, est catégorisée dans les aires de 700 000 habitants ou plus (hors Paris),.

### Occupation des sols
L'occupation des sols de la commune, telle qu'elle ressort de la base de données européenne d’occupation biophysique des sols Corine Land Cover (CLC), est marquée par l'importance des territoires agricoles (49,9 % en 2018), en diminution par rapport à 1990 (51,1 %). La répartition détaillée en 2018 est la suivante : forêts (41,2 %), terres arables (33,4 %), zones agricoles hétérogènes (16,6 %), zones urbanisées (8,8 %). L'évolution de l’occupation des sols de la commune et de ses infrastructures peut être observée sur les différentes représentations cartographiques du territoire : la carte de Cassini (XVIIIe siècle), la carte d'état-major (1820-1866) et les cartes ou photos aériennes de l'IGN pour la période actuelle (1950 à aujourd'hui).

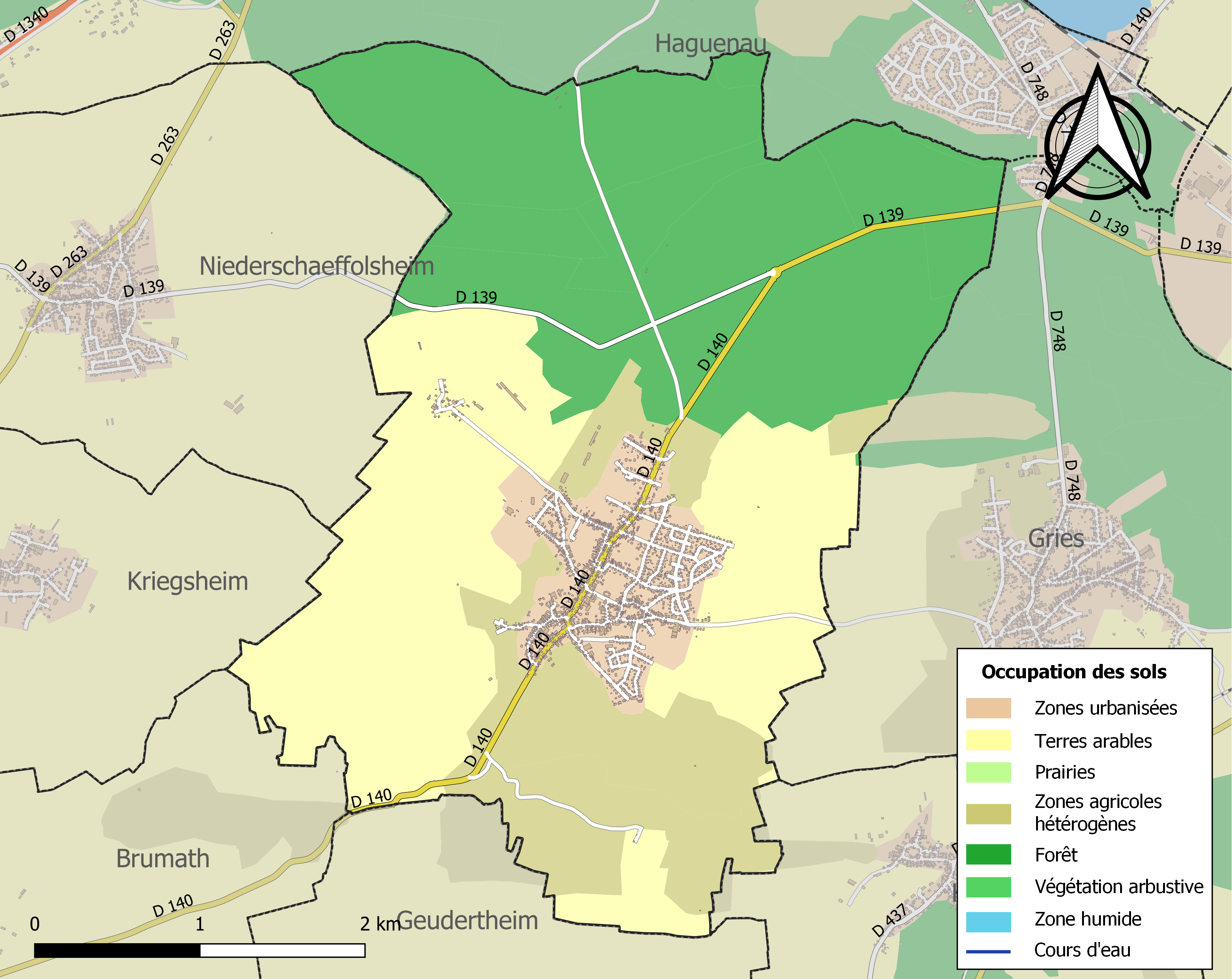
Carte des infrastructures et de l'occupation des sols de la commune en 2018 (CLC).
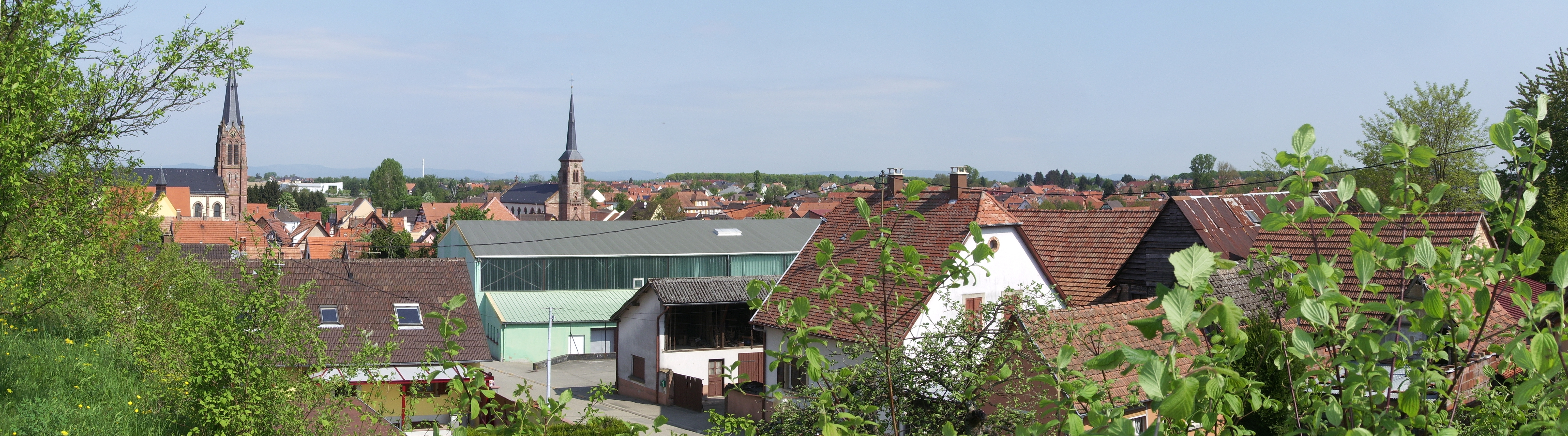
Vue panoramique de Weitbruch depuis la rue de l'Église.

### Morphologie urbaine
Weitbruch est constituée principalement de maisons individuelles et de fermes qui sont toutes regroupées au sein de la commune, créant ainsi un tissu résidentiel plutôt dense. Seules les habitations du Birkwald sont un peu à l'écart.
Au fil de l'évolution démographique, de nouveaux quartiers se sont greffés autour du cœur du village. Dans les années 1980 s'est rajouté le quartier de la rue Joseph-Schmitt et de la rue Michel-Adam, puis dans les années 1990 celui de la rue Sœur-Marie. Plus récemment, dans les années 2000, s'est rajouté le quartier de la rue des Vignes.
Au-delà des limites de la commune, on trouve au nord la forêt de Weitbruch, et au sud essentiellement des cultures et des vergers.

Plan des rues de Weitbruch.

### Logement
En 1999, la commune comptait 917 logements dont la grande majorité étaient des maisons individuelles (87,3 %).
La plupart de ces maisons sont pourvues d'un jardin.
Parmi les maisons ou les fermes les plus anciennes, on en retrouve avec des dates portées du XVIIIe siècle et du XIXe siècle (de 1750 à 1899).
De nombreuses habitations sont également des maisons à colombage typiques de la région.

### Mobilités et voies de communication
Weitbruch se trouve sur la route départementale D 140 qui la traverse du nord au sud. Au sud, la D 140 rejoint Brumath (à 5,3 km) puis l'autoroute A4 au niveau de la sortie no 48 - Brumath-Sud et à partir de laquelle on peut rejoindre Strasbourg en 15 minutes environ. Au nord, la D 140 s'arrête à un croisement qui permet de rejoindre Bischwiller (à 5,9 km) par l'intermédiaire de la D 139, ou Haguenau (à 7,7 km) par l'intermédiaire d'une route communale. À l'est, la route communale qui prolonge la route de Gries permet de rejoindre Gries.
Les seuls transports en commun du village sont assurés par une liaison quotidienne en bus : la ligne 306 Brumath - Haguenau du réseau 67
qui dessert trois arrêts : Saint Gall, Eau et Paix.
En l'absence de gare dans la commune, les gares ferroviaires les plus proches (moins de 10 km) sont celles de Kurtzenhouse, Weyersheim, Bischwiller et de Brumath. La gare de Haguenau, qui est également située à moins de 10 km, est un peu plus grande mais la gare importante la plus proche reste celle de Strasbourg.
La réalisation d’un itinéraire cyclable structurant, long d'environ 3 km, qui permette de se rabattre sur la gare de Kurtzenhouse apparaît comme prioritaire.

## Toponymie
L'existence de la localité est mentionnée pour la première fois en 743 sous les formes Uiccobrocho ou Wiccobrocho, ensuite on trouve Wibbruch en 1166, Wipruch en 1266, Witbruch en 1337, Vitbruch en 1434,, puis Wibruech[Quand ?] (prononcé /vi.bʁyʁ/), qui est le nom alsacien toujours utilisé de nos jours, enfin Weitbruch (prononcé /vajt.bʁuʁ/).
L'utilisation de la forme Weitbruch, plus récente, est avérée au moins depuis le XVIIe siècle, où elle figure sur une carte de Beaurain de 1782 disponible aux archives du Bas-Rhin. Il figure également sur la carte de Cassini mais orthographié Weittbruch (avec deux « t »). Elle repose sur les formes du type Witbruch apparues au XIIIe-XIVe siècle. En effet, l'élément Weit- représente l'allemand weit « loin, large, vaste, grand » qui traduit l'alémanique wit(t) de même sens. Le second élément est le germanique bruch « marais »,.
Comme le montrent les formes les plus anciennes et le nom alsacien contemporain, la forme initiale du premier élément est tout autre, c'est-à-dire Wi(c)- qui représente l'anthroponyme germanique Wiko, d'où le sens global de « terrain marécageux appartenant à Wiko ».
Le nom Weitbruch comme nom de commune est unique dans les régions germanophones. De plus, sur les 527 communes du Bas-Rhin, il n'y en a que deux qui se terminent par -bruch : Weitbruch et Grendelbruch, dont le premier élément Grendel- représente le nom de personne Grindel.

## Histoire

### Préhistoire
Une modeste tombe à inhumation sous tumulus daté de la Tène a livré notamment une belle bague en or, une longue épée en fer dans son fourreau, et de banales fibules de bronze. La présence de parures celtes est pratiquement une exception pour cette période en Alsace.
Antiquité
Une borne romaine anépigraphe est encore dressée au bord d'un chemin forestier dans la forêt de Weitbruch. Elle atteste de l'aménagement d'une voie romaine pour traverser cette commune par les romains.

### Moyen Âge
Il est fait mention de la commune pour la première fois en 743,.
Par la suite, plusieurs seigneurs successifs attestés en prennent le contrôle : les landgraves de Werde, les Lichtenberg, les comtes de Deux-Ponts-Bitche, ceux de Hanau-Lichtenberg ou les landgraves de Hesse Darmstadt[réf. nécessaire].
En 1607, le village est touché par la peste, et il y a de nombreux morts.
Les archives départementales[réf. nécessaire] mentionnent des transactions immobilières sur le territoire de la commune entre le roi Philippe de Souabe (fils cadet de l'empereur allemand Frédéric Barberousse) et le couvent Lichtenthal (en pays de Bade), au XIIe siècle.

## Politique et administration

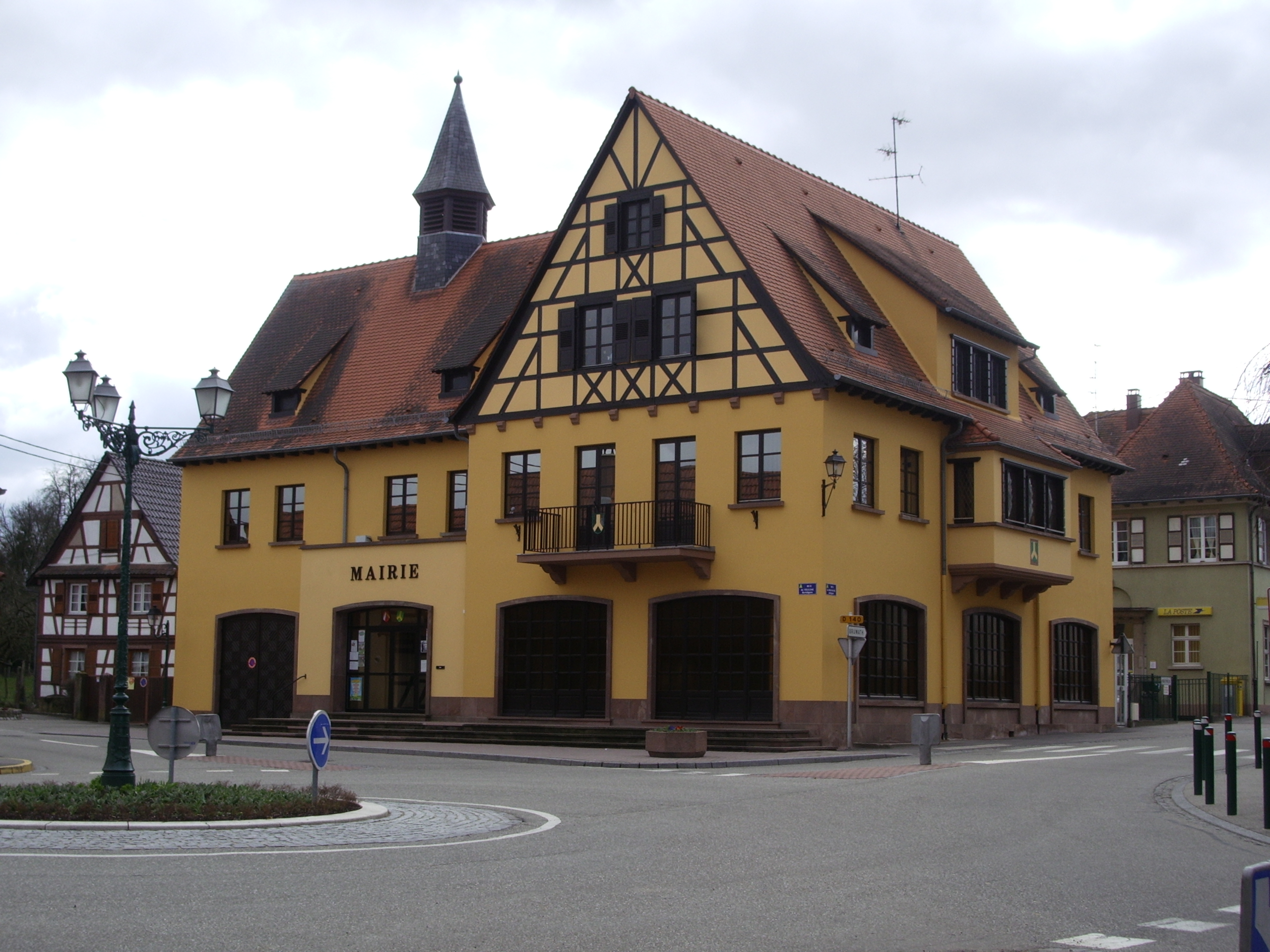
Vue de la mairie de Weitbruch dont la façade a été rénovée en 2008.

Weitbruch faisait partie de l'arrondissement de Haguenau et du canton de Haguenau, mais à l'occasion des élections départementales de 2015 elle bascule dans le canton de Brumath.
La commune faisait autrefois partie de l'arrondissement de Strasbourg, jusqu'à l'annexion de l'Alsace-Lorraine de 1871 à 1919 où elle fait alors partie du « Kreiss » de Haguenau. Elle faisait également partie du canton de Bischwiller avant d'en être soustraite en 1802. Celle-ci regroupe également Bietlenheim, Geudertheim, Gries, Hœrdt, Kurtzenhouse et Weyersheim.

### Administration municipale
Le conseil municipal actuel de Weitbruch est composé du maire, Damien Henrion, et de 22 conseillers municipaux, dont deux sont issus de la liste minoritaire et parmi lesquels on dénombre cinq maires-adjoints.

### Liste des maires
| Période                                  | Période                       | Identité          | Étiquette | Qualité                                                                                             |
| ---------------------------------------- | ----------------------------- | ----------------- | --------- | --------------------------------------------------------------------------------------------------- |
| Les données manquantes sont à compléter. |                               |                   |           | |
| 1945                                     | mai 1953                      | Charles Geldreich |           | Agriculteur                                                                                         |
| mai 1953                                 | mars 1971                     | Jean Gester       | SE        | Électricien                                                                                         |
| mars 1971                                | juin 1995                     | Charles Geldreich | SE        | Clerc de notaire retraité, maire honoraire                                                          |
| juin 1995                                | mars 2008                     | Gérard Fuchs      | DVD       | Cadre bancaire retraité                                                                             |
| mars 2008                                | mai 2020                      | Fernand Helmer    | DVD       | Boucher retraité 2e vice-président de la CC de la Basse-Zorn (? → 2020)                             |
| mai 2020                                 | En cours (au 19 janvier 2021) | Damien Henrion    | SE        | Ingénieur patrimoine retraité, ancien adjoint 3e vice-président de la CC de la Basse-Zorn (2020 → ) |

### Tendances politiques
Les électeurs de Weitbruch votent en général plutôt à droite aux élections. C'est ce qu'on peut observer, par exemple, à l'élection présidentielle de 2007 où les scores des candidats de droites sont plus élevés au premier tour que ceux de la moyenne nationale :
- Nicolas Sarkozy : 37,56 % (contre 31,18 % nationalement) ;
- François Bayrou : 20,93 %  (contre 18,57 %) ;
- Jean-Marie Le Pen : 20,15 % (contre 10,44 %) ;
- Ségolène Royal : 11,38 %  (contre 25,87 %) ;
- Olivier Besancenot : 3,07 % (contre 4,08 %).

La tendance est même amplifiée au second tour :
- Nicolas Sarkozy : 75,66 % (contre 53,06 % nationalement) ;
- Ségolène Royal : 24,34 %  (contre 46,94 %).

### Instances judiciaires et administratives
Pour les juridictions de l'ordre judiciaire, Weitbruch dépend du tribunal d'instance de Haguenau, du tribunal de grande instance de Strasbourg, et de la cour d'appel de Colmar. Elle dépend par ailleurs du tribunal pour enfants de Strasbourg et du conseil de prud'hommes de Haguenau.
Pour ce qui est de l'ordre administratif, Weitbruch dépend du tribunal administratif de Strasbourg et de la cour administrative d'appel de Nancy.

### Politique environnementale

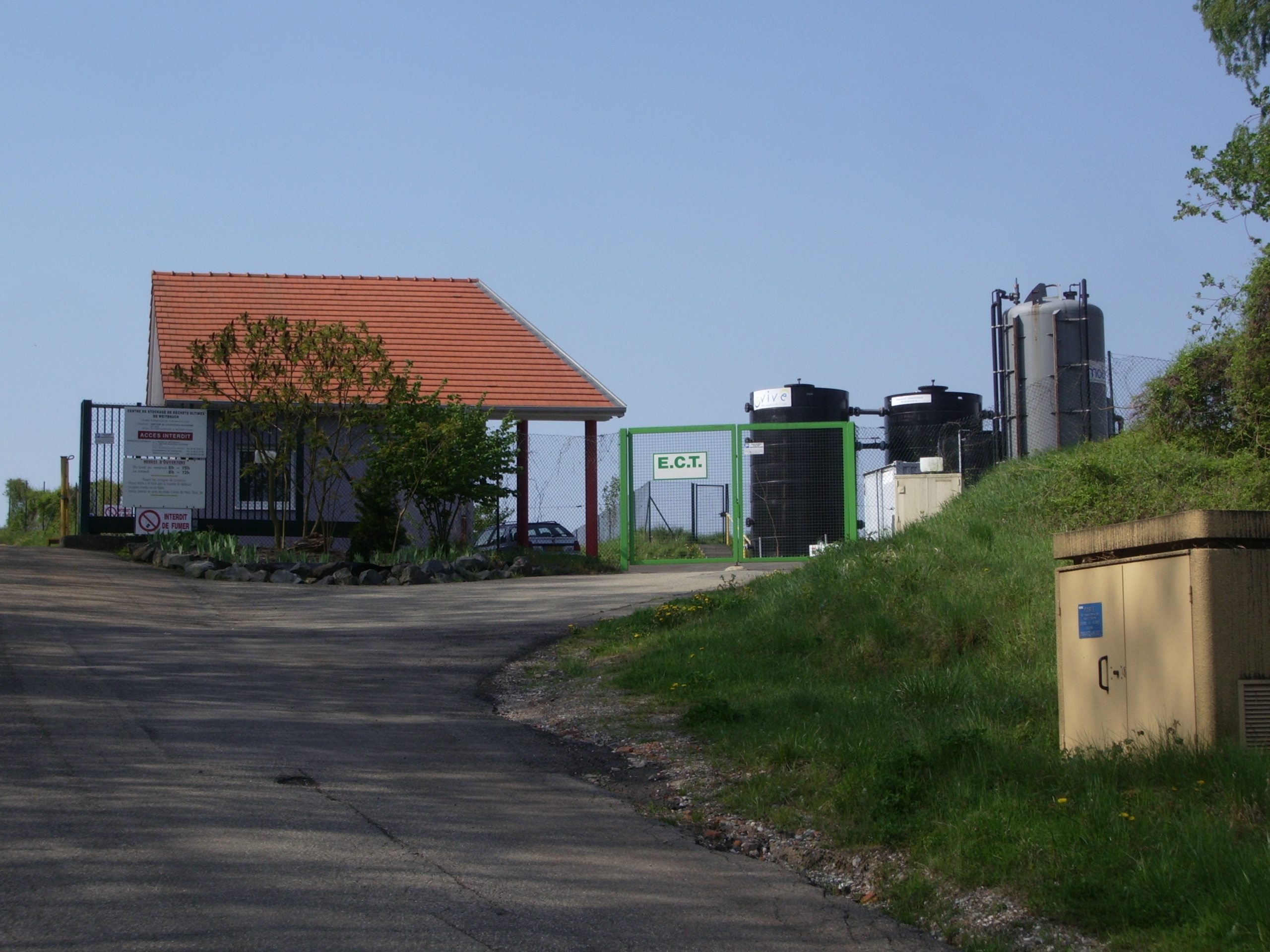
Vue de l'entrée de la déchèterie de Weitbruch.

À quelques kilomètres au sud de Weitbruch se trouve le «Centre de Stockage des Déchets Ultimes» (ISDND) qui recouvre 12 ha. Il est géré par le « Syndicat Mixte de Traitement des Ordures Ménagères » (SMITOM) du secteur de Haguenau-Saverne.
Ce centre permet d’enfouir les déchets ultimes qui sont d'abord compactés puis recouverts de terre. Les biogaz qui se forment par la fermentation des déchets sont récupérés puis brûlés. D'autre part, les lixiviats formés par les eaux de pluie polluées sont recueillis dans deux bassins puis traités dans une station d'épuration.
Aucune opération de tri des déchets des particuliers n'était mise en place par la mairie. Ainsi, certaines associations montaient des opérations visant à trier certains matériaux : par exemple l'ASC Gallia récupérait le papier et le carton par l'intermédiaire de ses membres.
Par ailleurs, chaque année, un traditionnel nettoyage de printemps (Ochterputz en alsacien) est organisé par la mairie. Ce rendez-vous rassemble généralement une centaine de volontaires (dont les élus, des pêcheurs, des chasseurs et des membres d'associations du village) qui parcourent le territoire de la commune afin de nettoyer les déchets qui s'y trouvent. Quelques tonnes de détritus tels que du verre ou des pneumatiques sont récupérées chaque année et, lorsque cela est possible sont triées sélectivement.

### Jumelages
Weitbruch  n'est officiellement jumelée avec aucune autre commune.

### Engagement environnemental
Depuis le 5 novembre 2015 la commune de Weitbruch a adhéré à la démarche "zéro pesticide" et a donc reçu le titre de "commune nature". Cette démarche a été lancée dans le cadre du dixième programme de l'agence de l'eau Rhin-Meuse qui s'étend de 2013 à 2018.

## Population et société

### Démographie

#### Évolution démographique
Dans les derniers siècles, la population de Weitbruch a connu une première phase de croissance au début du XIXe siècle puis elle est restée relativement stable pendant près de 100 ans. Puis, la commune a connu un nouvel accroissement important de sa population ces dernières années avec une augmentation d'environ 30 % en une quarantaine d'années.

L'évolution du nombre d'habitants est connue à travers les recensements de la population effectués dans la commune depuis 1793. Pour les communes de moins de 10 000 habitants, une enquête de recensement portant sur toute la population est réalisée tous les cinq ans, les populations de référence des années intermédiaires étant quant à elles estimées par interpolation ou extrapolation. Pour la commune, le premier recensement exhaustif entrant dans le cadre du nouveau dispositif a été réalisé en 2004.

En 2022, la commune comptait 2 721 habitants, en évolution de −4,96 % par rapport à 2016 (Bas-Rhin : +3,17 %, France hors Mayotte : +2,11 %).
| 1793 | 1800 | 1806 | 1821  | 1831  | 1836  | 1841  | 1846  | 1851  |
| ---- | ---- | ---- | ----- | ----- | ----- | ----- | ----- | ----- |
| 815  | 773  | 905  | 1 113 | 1 324 | 1 356 | 1 420 | 1 557 | 1 581 |

| 1856  | 1861  | 1866  | 1871  | 1875  | 1880  | 1885  | 1890  | 1895  |
| ----- | ----- | ----- | ----- | ----- | ----- | ----- | ----- | ----- |
| 1 488 | 1 610 | 1 752 | 1 744 | 1 681 | 1 676 | 1 695 | 1 723 | 1 724 |

| 1900  | 1905  | 1910  | 1921  | 1926  | 1931  | 1936  | 1946  | 1954  |
| ----- | ----- | ----- | ----- | ----- | ----- | ----- | ----- | ----- |
| 1 778 | 1 801 | 1 750 | 1 685 | 1 704 | 1 671 | 1 776 | 1 730 | 1 694 |

| 1962  | 1968  | 1975  | 1982  | 1990  | 1999  | 2004  | 2006  | 2009  |
| ----- | ----- | ----- | ----- | ----- | ----- | ----- | ----- | ----- |
| 1 725 | 1 909 | 2 083 | 2 264 | 2 323 | 2 473 | 2 582 | 2 662 | 2 659 |

| 2014  | 2019  | 2022  | - | - | - | - | - | - |
| ----- | ----- | ----- | - | - | - | - | - | - |
| 2 852 | 2 766 | 2 721 | - | - | - | - | - | - |

#### Pyramide des âges
En 2018, le taux de personnes d'un âge inférieur à 30 ans s'élève à 29,7 %, soit en dessous de la moyenne départementale (35,9 %). À l'inverse, le taux de personnes d'âge supérieur à 60 ans est de 27,6 % la même année, alors qu'il est de 24,5 % au niveau départemental.
En 2018, la commune comptait 1 416 hommes pour 1 386 femmes, soit un taux de 50,54 % d'hommes, légèrement supérieur au taux départemental (48,64 %).
Les pyramides des âges de la commune et du département s'établissent comme suit.
| Hommes | Classe d’âge | Femmes |
| ------ | ------------ | ------ |
| 0,4    | 90 ou +      | 1,5    |
| 5,6    | 75-89 ans    | 8,5    |
| 20,9   | 60-74 ans    | 18,2   |
| 22,7   | 45-59 ans    | 24,1   |
| 19,4   | 30-44 ans    | 19,3   |
| 13,8   | 15-29 ans    | 11,9   |
| 17,3   | 0-14 ans     | 16,4   |

| Hommes | Classe d’âge | Femmes |
| ------ | ------------ | ------ |
| 0,6    | 90 ou +      | 1,6    |
| 6,6    | 75-89 ans    | 8,7    |
| 16,2   | 60-74 ans    | 16,7   |
| 20,7   | 45-59 ans    | 20     |
| 19     | 30-44 ans    | 18,8   |
| 19,5   | 15-29 ans    | 18,5   |
| 17,5   | 0-14 ans     | 15,7   |

### Enseignement
Weitbruch relève de l'académie de Strasbourg qui évolue sous la supervision de l'inspection académique du Bas-Rhin et de l'Inspection de l'Éducation Nationale de Haguenau-Sud.
Une école maternelle publique et une école élémentaire publique sont mises à la disposition des Weitbruchois. L'école maternelle accueille quatre classes et l'élémentaire huit classes (dont une informatique) localisées sur deux bâtiments.
Les élèves de Weitbruch vont ensuite au collège puis au lycée à Haguenau.

### Manifestations culturelles et festivités
Le calendrier des fêtes de Weitbruch prévoit les manifestations culturelles suivantes :
- janvier : fête du poulet rôti ;
- avril : fête paroissiale catholique ;
- juin : manifestation de l'école élémentaire ;
- juin : fête de la musique ;
- juillet : fête d'été des sapeurs-pompiers ;
- juillet : bal populaire de la fête nationale ;
- juillet : fête hippique ;
- septembre : messti et fête des rues ;
- septembre : fête du cheval ;
- octobre : Kesselfleisch ;
- novembre : repas et concert de la Musique municipale ;
- novembre : Marché de Noël ;
- décembre : soirée de la Saint-Sylvestre.

Du côté des manifestations sportives :
- mai : concours de pêche ;
- juin : week-end « Jeunes » au football club ;
- juin : marche d'été ;
- juillet : tournoi open de tennis.

### Lieux de cultes
- L'église paroissiale Saint-Gall.
- L'église paroissiale Saint-Gall, temple de luthériens.

### Santé
Deux cabinets de médecins généralistes, celui d'un dentiste et un cabinet infirmier sont installés dans l'agglomération.
Toutes les infrastructures de taille plus importante se trouvent dans les villes des alentours :
- le centre hospitalier de Haguenau (à environ 12 km au nord) ;
- le centre hospitalier départemental de Bischwiller (à environ 10 km à l'est) ;
- l'hôpital psychiatrique Stephansfeld de Brumath, à 6 km au sud de Weitbruch.

### Équipements culturels
Les Weitbruchois disposent d'une petite bibliothèque qui a été construite dans l'ancien bâtiment de l'école maternelle[Quand ?]. Elle est actuellement gérée par des bénévoles.
Une salle polyvalente et de spectacle, le Millenium, a été inauguré en 2004 pour accueillir divers types de manifestations : théâtre, expositions, réceptions…
Il y a deux complexes de cinéma à proximité de Weitbruch :
- le Mégarex à Haguenau qui comprend 8 salles (1500 places).
- le Pathé à Brumath qui comprend 12 salles (2750 places).

### Sports
Weitbruch dispose de plusieurs équipements sportifs et il existe un certain nombre d'associations dans lesquelles il est possible de pratiquer différents sports.
Club de tennis ASC la Garance
Le club possède trois terrains de compétition : deux en extérieur, un terrain couvert en green set ; ainsi qu'un terrain d'entraînement avec un mur. L'école de tennis accueille les jeunes dès six ans et leur permet de prendre part aux championnats départementaux jeunes.
L'association met également en place différentes manifestations telles qu'un tournoi Open (jusqu'à la troisième série), un dîner dansant ou des championnats.

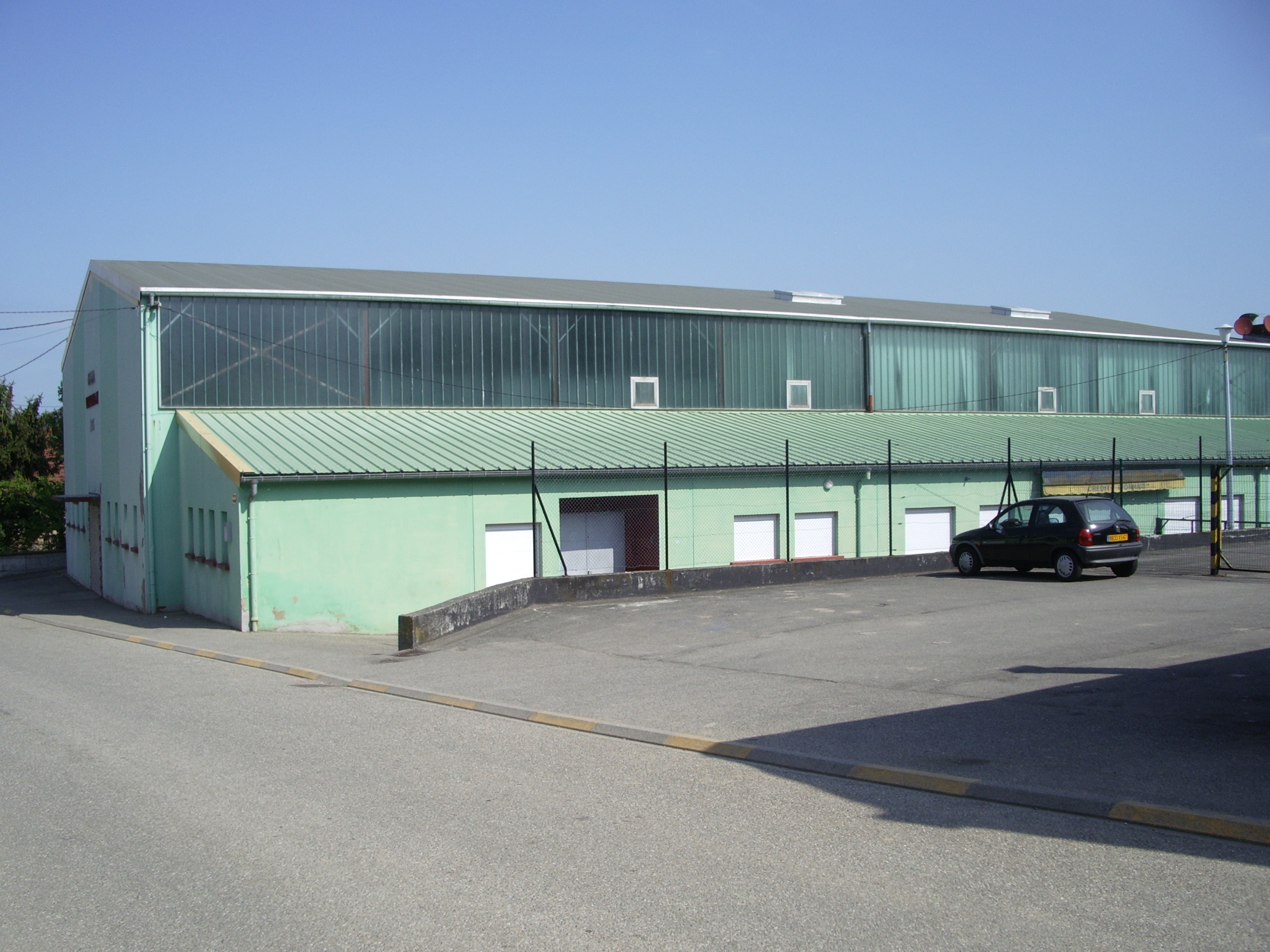
Vue du hall de sport Gallia à Weitbruch, rue de l'Église.

Club de basket ASC Gallia
Plusieurs équipes évoluent dans le club : une équipe féminine senior, trois équipes masculines senior dont la première joue en nationale 3 (en 2019-2020), une équipe d'anciens et deux équipes de cadets.
L'association organise par ailleurs différentes manifestations comme une marche populaire, le réveillon de la saint Sylvestre...
Football club
Le club a été fondé en 1935 à la suite d'un match contre l'équipe de Hœrdt. Il compte trois équipes senior et cinq équipes de jeunes, soit plus de 150 licenciés.
L'association propose aussi des manifestations extra-sportives telles qu'un tournoi de belote, un dîner dansant, un tournoi des jeunes…
Celle-ci organise également la traditionnelle fête du village ou Messti, ayant lieu annuellement le  deuxième week-end de Septembre et ce prolongeant jusqu'au mercredi.
Association de Pêche et de Pisciculture
L'association dispose de deux étangs de pêche à l'écart dans la forêt. Elle organise un grand concours de pêche au cours de l'année.
Société hippique rurale
Le club évolue sur un hippodrome ayant une piste principale de 850 m et une autre d'entraînement de 750 m.
La société hippique ne possède pas de chevaux et ce sont ceux de propriétaires qui utilisent les pistes. Les principales activités proposées sont l'équitation et l'attelage de loisir.
D'autres manifestations sont aussi organisées : courses rurales, fête nationale du cheval…
La société hippique a été dissoute en 2019. Le site hippique de l'hippodrome a été transformé en complexe footballistique ouvert dès l'année 2021, inauguré officiellement en 2022.

### Médias
La presse est représentée majoritairement par les grands quotidiens régionaux et notamment les « Dernières Nouvelles d'Alsace » (ou DNA) et plus particulièrement l'édition de Haguenau pour Weitbruch. La presse locale est également représentée par divers autres titres : « L'Alsace - Le Pays », « Tonic Magazine », « La Nalsace »…
Depuis juin 2008, la commune publie un petit livret d'actualité de la commune qu'elle met en ligne sur son site internet.
En plus des stations de radiophonie nationales, la commune est couverte par de nombreuses antennes locales dont France Bleu Alsace ou sa version en alsacien France Bleu Elsass, « Accent 4 » (musique classique), « Radio Arc-en-ciel »…
La principale chaîne de télévision locale est celle de l'édition régionale de France 3.

## Économie

### Revenus de la population et fiscalité
Le revenu fiscal médian par ménage était en 2006 de 19 834 €, ce qui place Weitbruch au 3 536e rang parmi les 30 687 communes de plus de 50 ménages en métropole. Le niveau de vie des Weitbruchois est donc plutôt correct.
Le taux de fiscalité directe locale de la commune pour l'année 2008 est indiqué dans le tableau suivant. Il regroupe le taux de la taxe d'habitation, le taux foncier bâti, le taux non foncier bâti et le taux de la taxe professionnelle.
| Taxe             | Part communale | Part intercommunale | Part départementale | Part régionale |
| ---------------- | -------------- | ------------------- | ------------------- | -------------- |
| Habitation       | 7,02 %         | 2,98 %              | 8,33 %              | -              |
| Foncier Bâti     | 6,75 %         | 2,61 %              | 7,59 %              | 1,81 %         |
| Foncier Non Bâti | 31,32 %        | 12,34 %             | 31,71 %             | 8,65 %         |
| Professionnelle  | 8,68 %         | 3,03 %              | 7,84 %              | 2,35 %         |

Le taux de la part communale de la taxe d'habitation a progressivement augmenté de 2002 à 2007 (passant de 5,88 % en 2002 à 7,02 % en 2007) ; par contre il est resté inchangé entre 2007 et 2008. En 2008, ce taux est le 394e du Bas-Rhin (sur les 527 communes que compte le département), loin derrière celui de Strasbourg (le plus élevé avec 24,06 %), mais devant celui de Krautwiller (le plus faible avec 1,97 %).

### Budget de la commune
En 2008, le budget de la commune s'élevait à 1 421 000 € et son endettement à 675 000 €.
|                         | 2000  | 2001  | 2002  | 2003 | 2004  | 2005  | 2006  | 2007  | 2008  |
| ----------------------- | ----- | ----- | ----- | ---- | ----- | ----- | ----- | ----- | ----- |
| Revenus                 | 2 302 | 1 589 | 1 323 | 894  | 1 413 | 1 111 | 1 408 | 2 042 | 1 420 |
| Frais de fonctionnement | 772   | 748   | 809   | 857  | 817   | 872   | 979   | 1 014 | 1 090 |
| Frais d'investissement  | 1 383 | 758   | 257   | 326  | 334   | 184   | 178   | 1 162 | 250   |
| Dette                   | 908   | 947   | 885   | 770  | 659   | 595   | 830   | 749   | 675   |

Les variations du montant du budget communal proviennent principalement de celles des investissements car la partie fonctionnement du budget, bien qu'elle augmente régulièrement, reste plutôt stable. Pour 2008, les recettes de fonctionnement par habitant de Weitbruch sont nettement inférieures (40 %) à la moyenne des communes de sa catégorie. En contrepartie, les dépenses de la commune sont également plus faibles que la moyenne, néanmoins, elles atteignent 59 % de la moyenne pour les charges de fonctionnement et seulement 20 % pour les dépenses d'investissement. Cela peut expliquer en partie la baisse générale de l'endettement depuis 2000 qui actuellement n'est que de 269 €/hab. contre 801 €/hab. pour la moyenne du groupe (soit 34 %).
Avec ces résultats plutôt faibles, la commune dégage une capacité d'autofinancement par habitant qui est presque sept fois moins importante que la moyenne des communes de sa strate.

### Emploi
La population de Weitbruch est plus active que la moyenne nationale (50,8 % contre 45,2 %), avec  également un taux d'activité des 20-59 ans un peu plus élevé que la norme (87 % contre 82,2 %).
La commune de Weitbruch ne fournit pas beaucoup d'emplois. Les habitants de la commune sont donc très mobiles et la majorité  d'entre eux travaillent dans les pôles d'emploi environnants : Allemagne, Strasbourg, Haguenau…
Les actifs sont principalement ouvriers (39,9 % contre 27,1 % à l'échelle nationale), employés, ou ayant une professions intermédiaires. Les professions intellectuelles et les cadres sont plutôt sous-représentées par rapport à l'échelle nationale (6,5 % contre 12,1 %).
Le taux de chômage de la commune est généralement plus faible que le taux national. C'est aussi globalement le cas pour tout le département où le taux de chômage est toujours inférieur d'un à trois points à la valeur nationale depuis 1982, probablement en partie à cause la proximité avec l'Allemagne qui est source d'emplois.

### Entreprises de l'agglomération
La commune compte très peu d'entreprises sur son territoire, et pour la quasi-totalité, ce sont de petites entreprises locales. Un tiers d'entre elles sont des commerces, un quart des entreprises de construction (peinture, carrelage…) et le reste est reparti dans les services à la personne ou aux entreprises, les industries agricoles, ou les industries de bien.
Actuellement, aucune zone d'activité, artisanale, commerciale ou industrielle n'est implantée sur le ban communal.

### Commerce
L'ensemble des commerces du village (23 en 2004) sont des commerces de proximité tels que boulangeries, boucherie, bureau de tabac, salons de coiffure, bureau de poste, pharmacie, cafés ou restaurant. Une supérette ouverte 7j/7j portant l'enseigne 8 à Huit est également implantée au centre du village.
- On peut noter qu'un Mini Marché Bio voit le jour en mai 2011 à l'initiative de citoyens du village rassemblés au sein de Bio'Top association[66]
- D'autre part, la boutique d'un caviste primé[67], originaire du village, s'est ouverte au village[Quand ?].

### Agriculture
Le village était autrefois essentiellement tourné vers l'agriculture et on y voit encore les nombreuses fermes plus ou moins récentes implantées. Actuellement peu sont encore en activité.
Sur le territoire de la commune, on dénombre quelques parcelles de céréales (maïs principalement), quelques vignes et beaucoup de vergers (pommes, quetsche, noix…) dont une partie est à l'abandon[réf. nécessaire].

## Culture et patrimoine

### Monuments et lieux touristiques

#### Monuments historiques
Une borne milliaire gallo-romaine a été découverte en 1859 dans la forêt de Weitbruch, le long de la voie romaine allant de Brumath à Seltz. Cette borne milliaire gallo-romaine fait l’objet d’une inscription au titre des monuments historiques depuis le 21 avril 1934.
Un monument aux morts a été construit à Weitbruch en hommage aux morts de Weitbruch pendant la guerre de 1914-1918. Il a été conçu par l'architecte Stambach et sculpté par Édouard Preiser.

#### Monuments religieux
Weitbruch possède une église catholique et une église luthérienne.
Autrefois, une seule église était présente. Ses traces remontent à 1371. À partir de la Réforme protestante au XVIe siècle, elle servit d'église protestante puis d'église simultanée (du XVIIIe siècle au XIXe siècle) avant d'être détruite en 1873.
L'église actuelle a été construite en 1875 d'après les plans de l'architecte Bernhard à l'emplacement des ruines de l'ancienne église (aujourd'hui rue de Brumath). Elle est de style néogothique et possède un orgue (aussi néogothique) construit par Stiehr et restauré en 1932 et 1976. On trouve également à l'intérieur une verrière datant de 1914 qui représente une scène biblique.
L'église paroissiale Saint-Gall a été construite en 1872 d'après l'architecte Matuszinski, à quelques centaines de mètres au nord de l'ancienne église (rue Principale). Elle est aussi de style néogothique et possède un orgue qui a été fabriqué par Stiehr en 1872.
Une croix monumentale se trouve à environ un kilomètre du village sur la route partant vers Brumath.

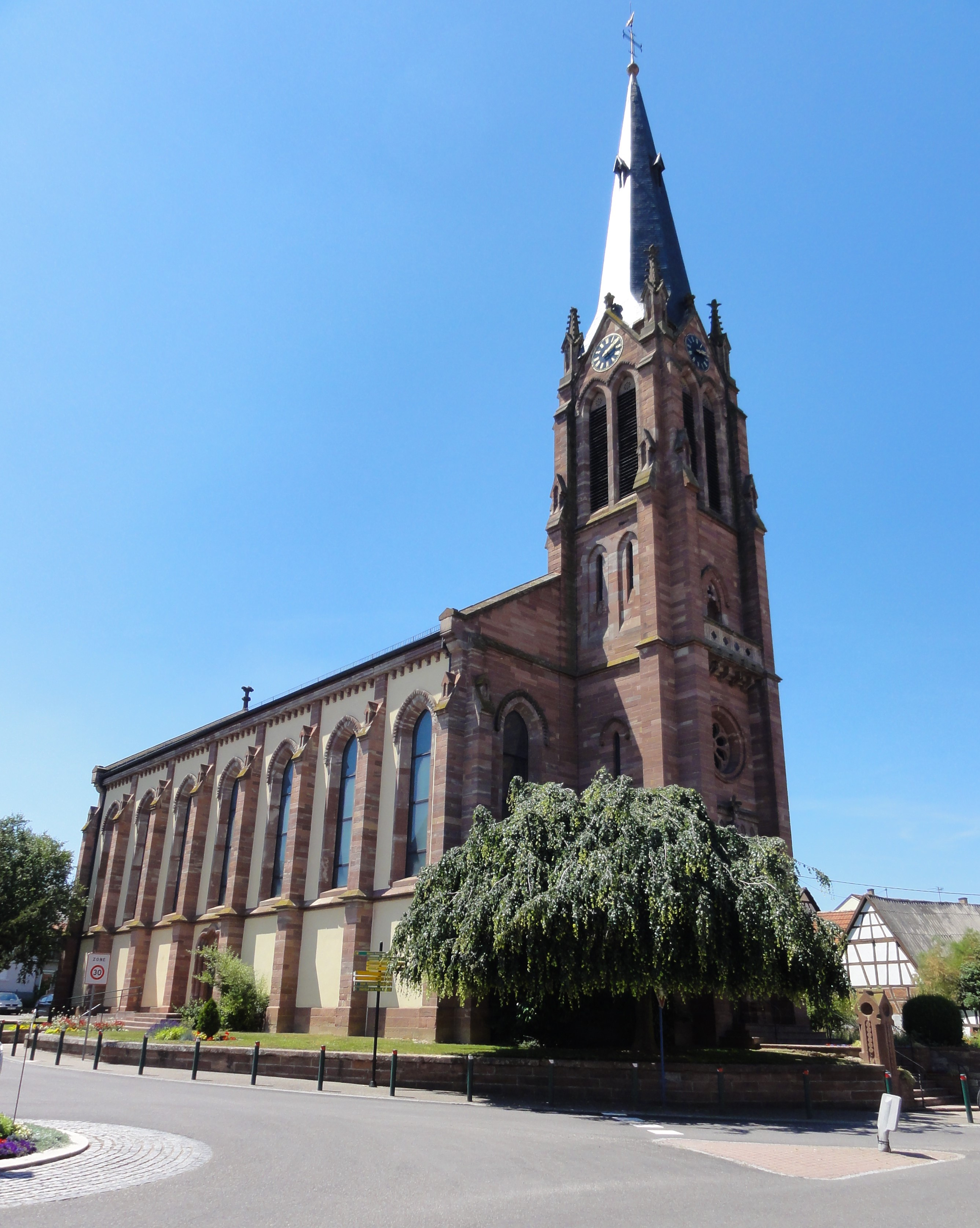
Église luthérienne.
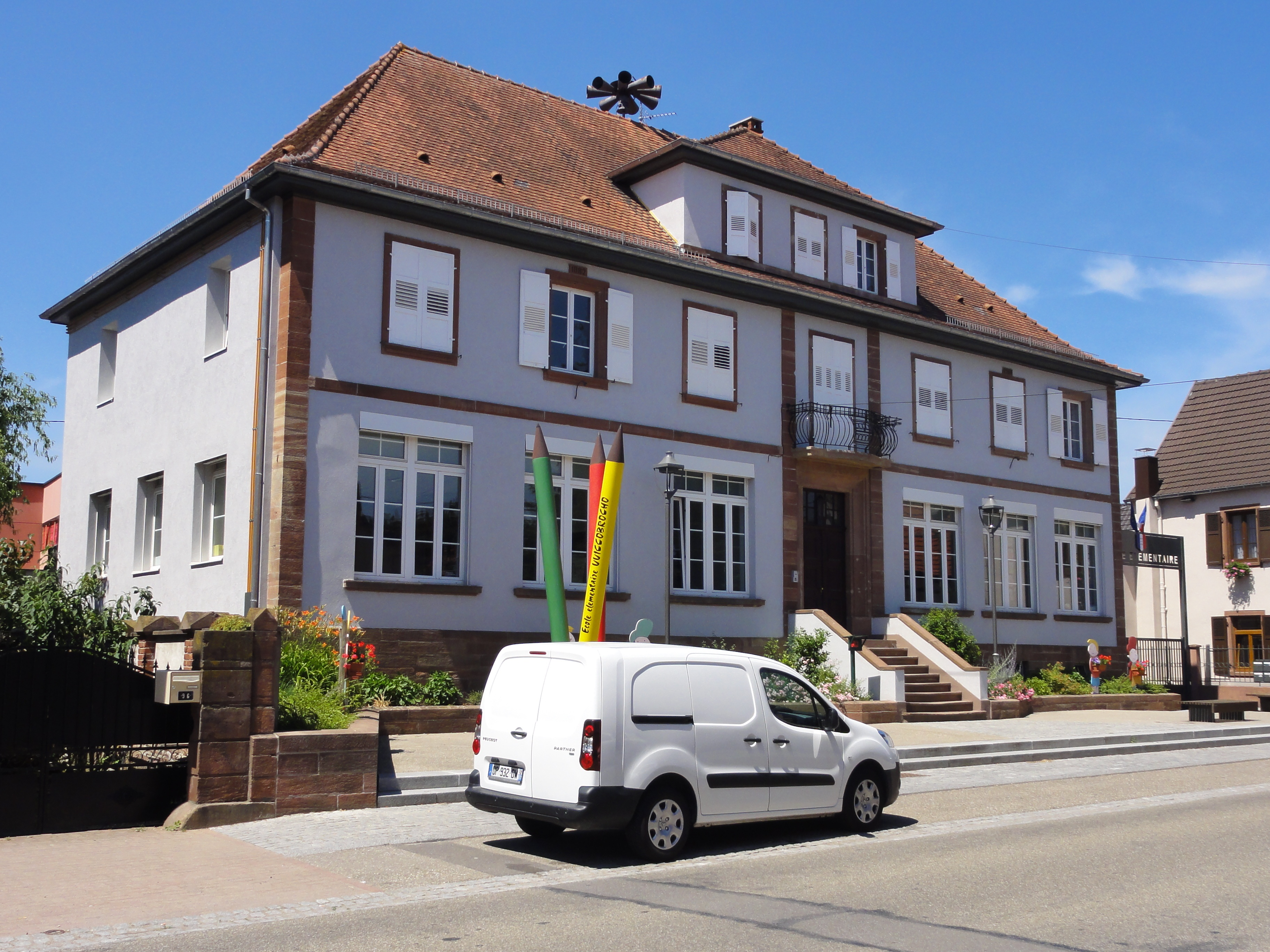
École élémentaire, rue Principale.
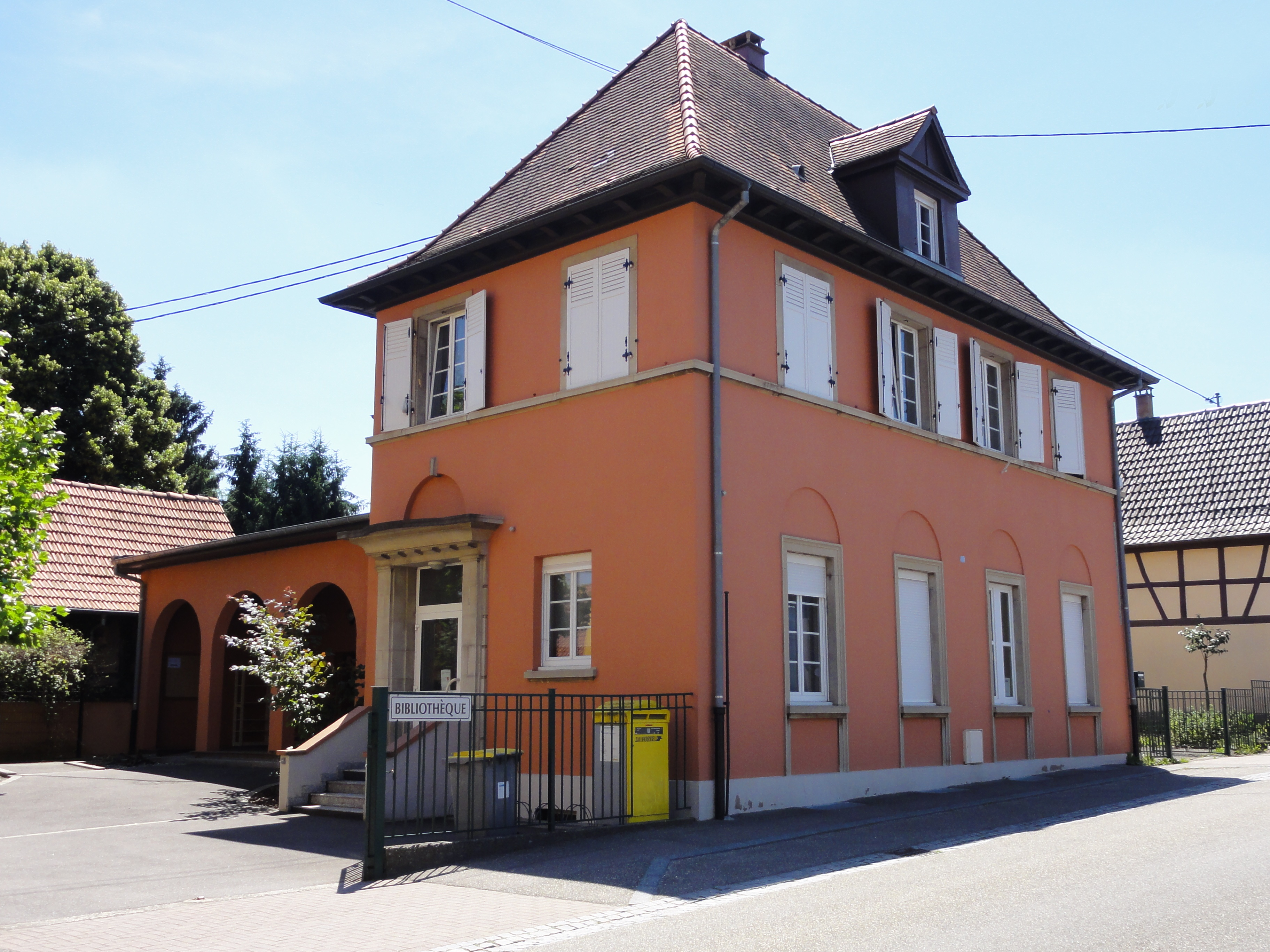
Bibliothèque municipale, 1 rue de Brumath.
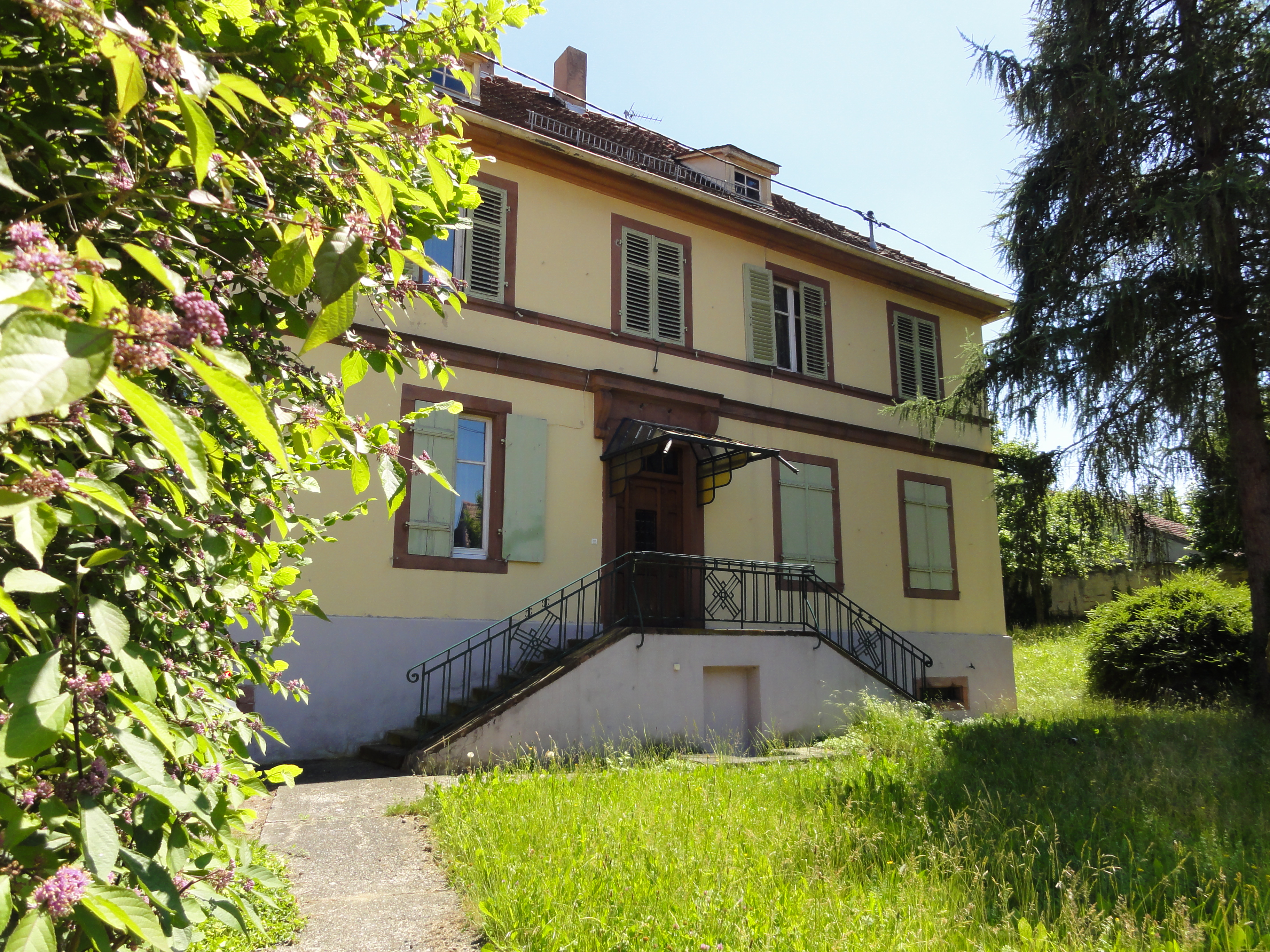
Presbytère protestant (1842), 9 rue de Brumath.
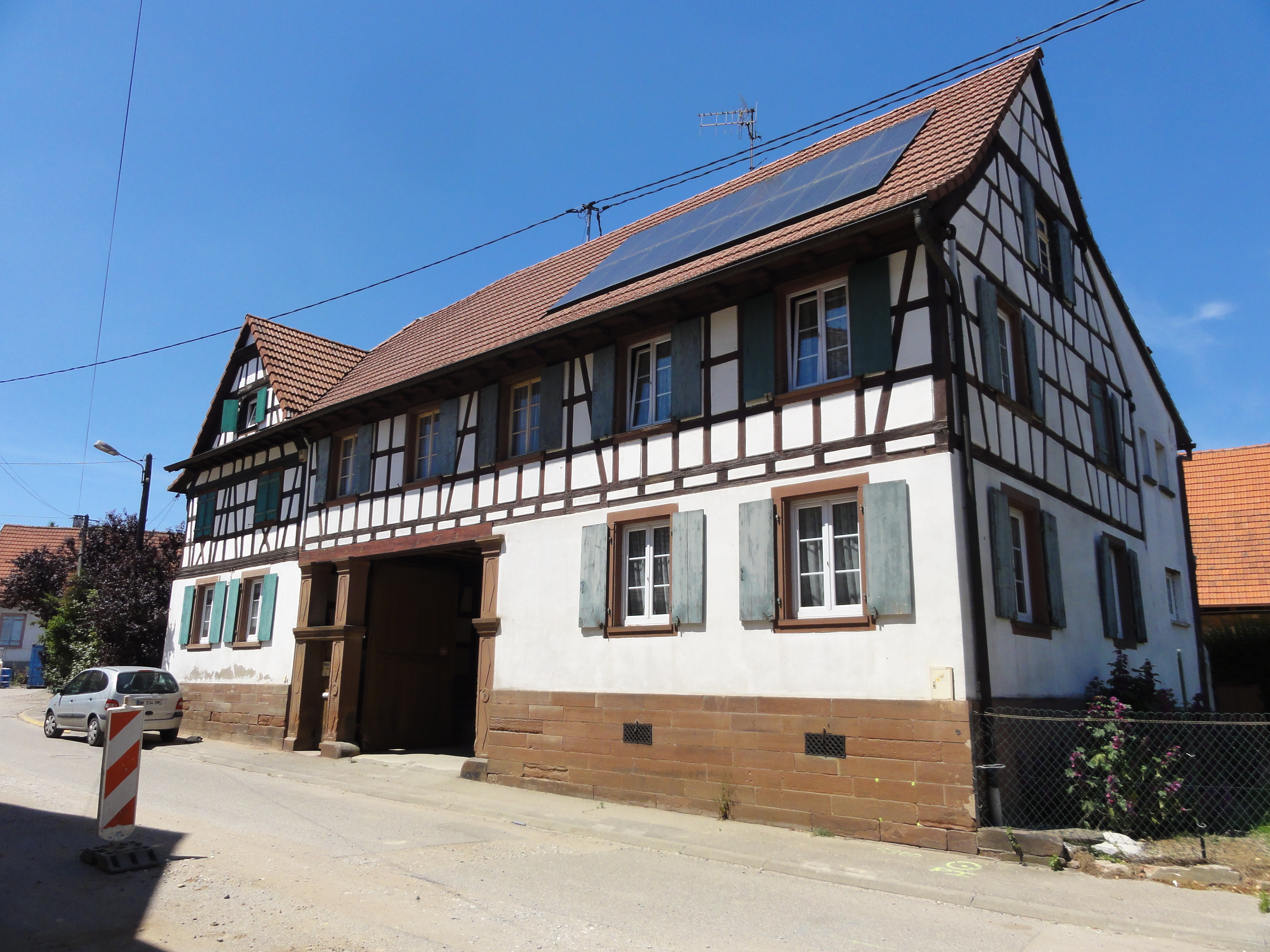
Ferme, rue Oberend.
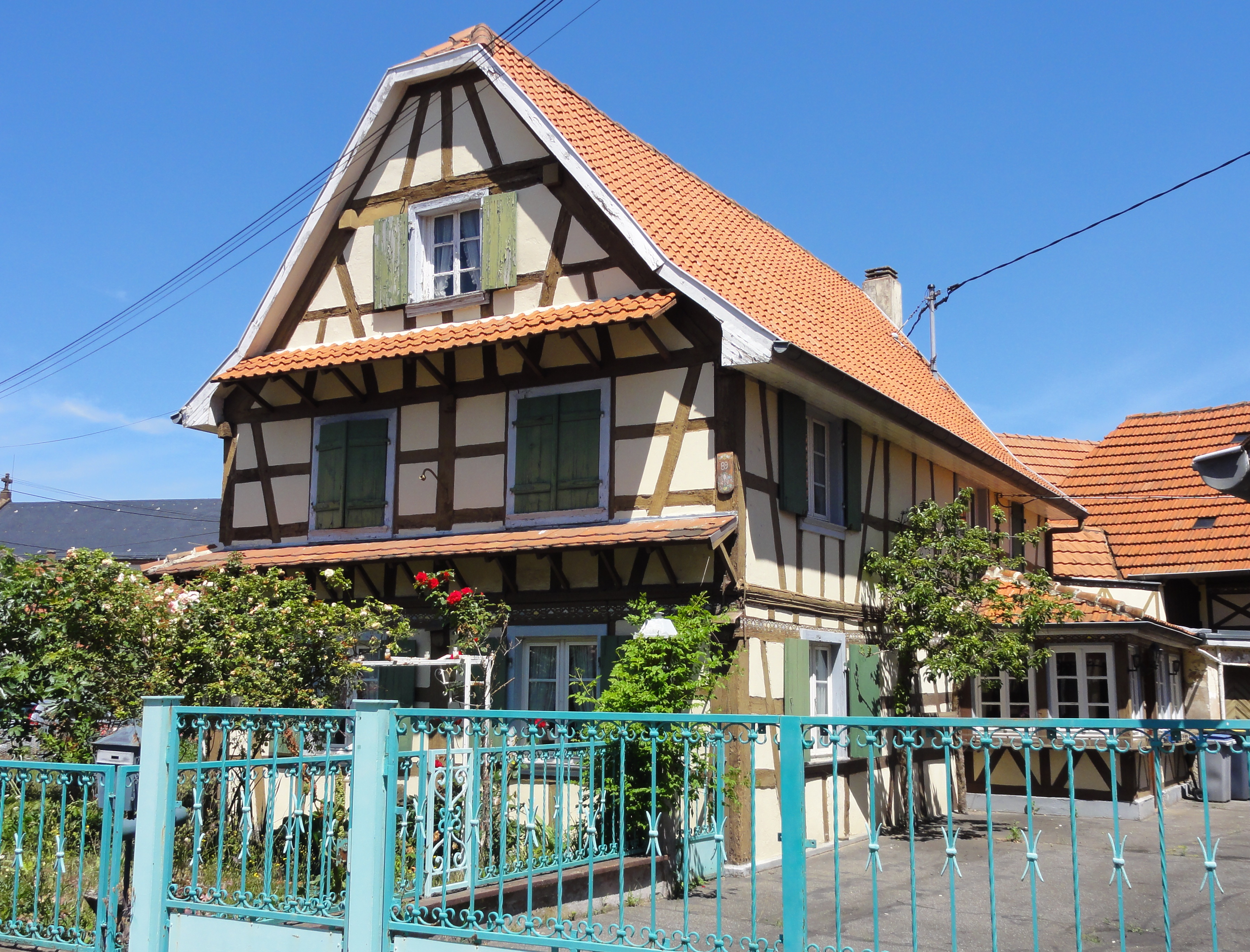
Ferme, 89 rue Principale.
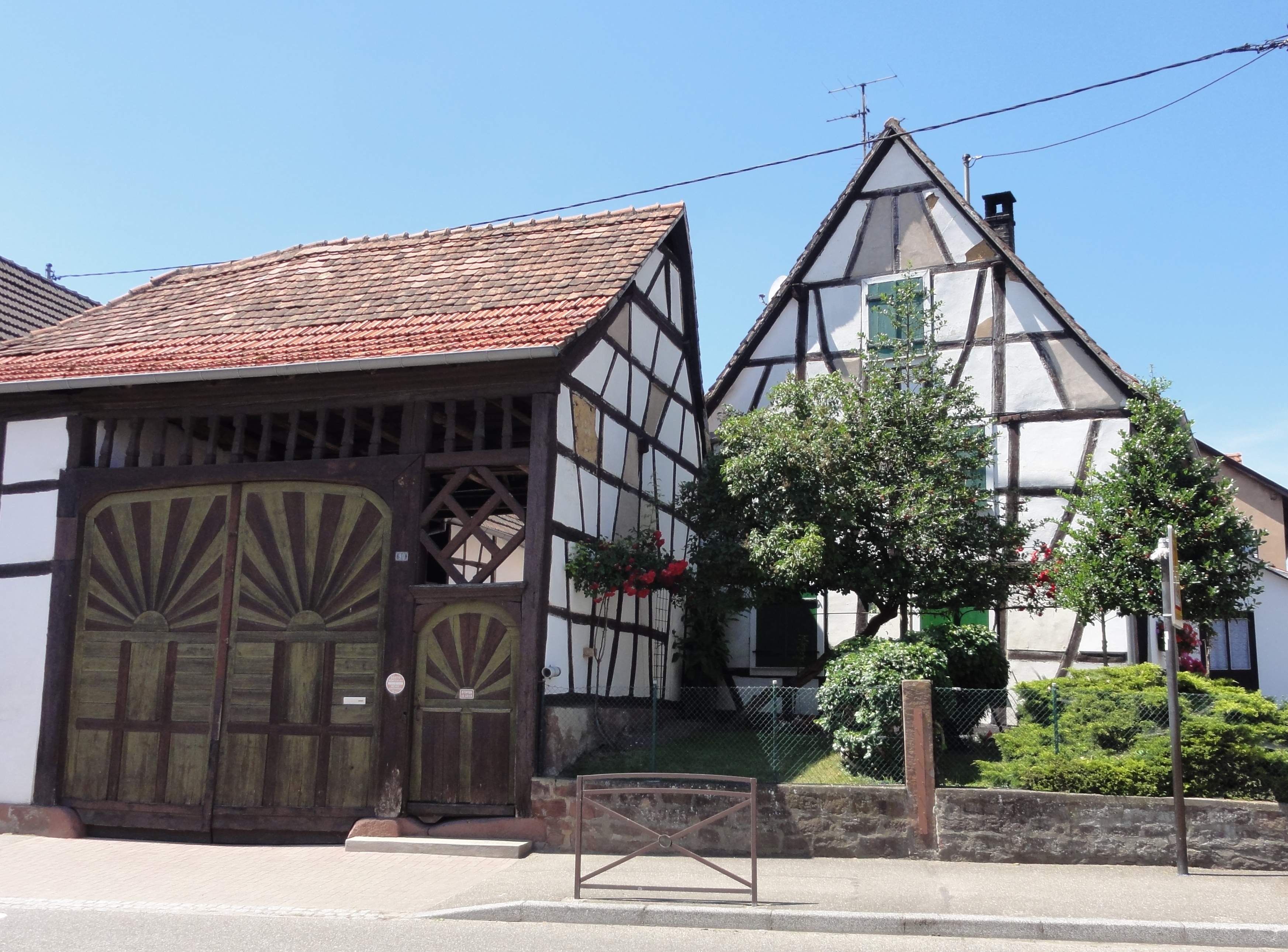
Portail, 2 rue des Tailleurs.

#### Espaces verts
Un petit espace vert comprenant des bancs et des jeux pour enfants se trouve rue Michel-Adam.

### Gastronomie
La production d'asperges est une tradition en Alsace depuis son introduction à Hœrdt en 1873 par le pasteur Louis Gustave Heyler. Sa culture y a été importante à Weitbruch, comme dans plusieurs autres communes voisines, mais elle s'est quasiment arrêtée depuis quelques dizaines d'années[Quand ?][réf. nécessaire].

### Personnalités liées à la commune
- En 1924, Albert Kahn conduit le prince héritier du Japon, futur Hiroshi, dans sa visite du village alsacien de Weitbruch.

### Héraldique
| Blason de Weitbruch | Blason  | Sinople au pairle renversé d'or. |
| Blason de Weitbruch | Détails | Le « pairle » renversé du blason représente la position géographique de la commune, c'est-à-dire l'intersection, au niveau d'un marais (sinople), des trois chemins (d'or) menant à Brumath, Haguenau et Bischwiller. Le blason a été proposé par le pasteur Willy Guggenbühl. Le blason est utilisé comme logo sur les documents officiels de la mairie. Il est également représenté sur le balcon de la mairie et sur les plaques du nom des rues. Anciennement, la marque de la commune était le fer à cheval. |

#### Ouvrages cités dans le texte
- Antoine Fischer (dir.), Victor Beyer, François Brockmann, Louis-Marie Coyaud, Philippe Dollinger, Victor Albin Gebus, Willy Guggenbühl, Jean-Jacques Hatt, Roger Henninger et al. (préf. Victor Fischer, ill. Jean Nicolas), Brumath : Destin d'une ville, Strasbourg, Saisons d'Alsace, coll. « Connaissance de l'Alsace », 15 octobre 1958, 1re éd. (1re éd. 1958), 267 p., 18,1 cm × 23,3 cm, couverture couleur, relié [détail des éditions] (OCLC 7520963).
- Jacques Baquol (dir.) et Paul Ristelhuber, L'Alsace ancienne et moderne, ou dictionnaire topographique, historique et statistique du Haut et du Bas-Rhin, Strasbourg, Salomon, 1865, 3e éd., 642 p. [détail des éditions] (ASIN B0000DPK5D, lire en ligne).
- Christian Wolff (préf. Daniel Hoeffel), L'armorial des communes du Bas-Rhin, Strasbourg, Archives départementales du Bas-Rhin, 1995, 246 p. [détail des éditions] (LCCN 95216315).

#### Autres ouvrages
- (de) Willy Guggenbühl, Weitbruch : Chronik einer elsässischen Landgemeinde, Imprimerie savernoise, 1962, 158 p. [détail des éditions].